# Konventionen mellem Storbritannien og Kina angående Tibet
Konventionen mellem Storbritannien og Kina angående Tibet var en traktat underskrevet mellem Qing-dynastiet og det britiske imperium i 1906, som bekræftede den kinesiske besiddelse af Tibet efter den britiske ekspedition til Tibet i 1903-1904. Briterne lovede mod en betaling fra Qing-hoffet også at "ikke adskille tibetansk territorium eller at blande sig i administrationen af Tibet", mens Kina forpligtede sig til ikke at tillade nogen udenlandsk stat at blande sig i forholdene i territoriet eller den interne administration af Tibet ". Denne konvention afløste Lhasa-traktaten, der blev indgået mellem Tibet og Storbritannien i 1904.

## Bestemmelser i traktaten
Artikel I bekræfter anerkendelsen af Lhasa-traktaten fra 1904, hvilken dog ændres.
I artikel II hedder det, at "Storbritanniens regering forpligter sig til ikke at annektere tibetansk territorium og ikke at gribe ind i administrationen af Tibet", mens "Kinas regering forpligter sig også til ikke at tillade nogen anden udenlandsk magt at infiltrere territoriet eller den interne administration af Tibet" hvilket var en henvisning til truslen om russisk indblanding..
I artikel III. Det Britiske Rige forbyder adgangen til sine mineralkoncessioner og -markeder i Tibet (der var nævnt i artikel 9 i Lhasa-traktaten af 1904) til enhver stat eller vasal af nogen anden stat end Kina. "Traktaten tillader dog det britiske imperium at komme og installere telegraflinjer mellem det britiske Indien og kontorerne for dets repræsentanter i Tibet.
Kina erklærer sig selv ansvarlig for betalingen af krigsskadeserstatning fra tibetanerne til briterne. De afregnes kun af Kina til Storbritannien i tre annuiteter. Disse skulle betales i 1906, 1907 og 1908. London bevarer imidlertid sine tre kontorer. Der skulle ikke være engelsk besættelse af tibetansk territorium..

## Underskrivelsen
Konventionen blev undertegnet den 27. april 1906 i Beijing af Ernest Mason Satow, ekstraordinær udsending og minister befuldmægtiget for Storbritannien til kejseren af Kina og Tang Shaoyi, højtstående kommissær og befuldmægtigede for kejseren af Kina.

## Følger
Efter Qing-dynastiets fald og Zhao Erfengs død sendte de britiske, kinesiske og tibetanske regeringer repræsentanter til Simla i Indien, for at diskutere den kinesisk-tibetanske grænses forløb og fremtidig status for Tibet. Simla-konventionen blev underskrevet den 27. april 1914. Under henvisning til teksten modsiger Beijing den foreslåede grænse mellem indre Tibet og det ydre Tibet og afviser initiering af sin delegerede. Qing-dynastiet havde allerede oprettet distriktet Chuanbian (kinesisk: 川 边 道), som i 1916 blev Chuanbian Specielle Distrikt og derefter Xikang-provinsen.